# زیارت تالاش
زیارت تالاش (به انگلیسی: Ziarat Talash) یک منطقهٔ مسکونی در پاکستان است که در خیبر پختونخوا واقع شده‌است.